# Erik Matti
Erik Matti (ur. 21 grudnia 1970 w Bacolod) – filipiński reżyser, scenarzysta i producent filmowy. Jeden z najbardziej prominentnych współczesnych filmowców w kinie filipińskim. Tworzy najczęściej kino gatunkowe o zacięciu kryminalno-sensacyjnym.
Uznanie międzynarodowe zdobył dzięki filmowi Mokra robota (2013), zaprezentowanemu premierowo w sekcji "Quinzaine des Réalisateurs" na 66. MFF w Cannes. Obraz inspirowany był prawdziwym skandalem na Filipinach, polegającym na tymczasowym zwalnianiu groźnych przestępców z odbywania kary więzienia, by mogli pracować jako seryjni mordercy na usługach lokalnych polityków i wysoko postawionych wojskowych.
Kolejnymi filmami Mattiego były m.in. Czcij ojca swego (2015) i Operacja Manila (2018). Sequel Mokra robota 2 (2021) miał swoją premierę w konkursie głównym na 78. MFF w Wenecji, gdzie zdobył Puchar Volpiego dla najlepszego aktora dla Johna Arcilli. Tym razem reżyser zajął się postaciami skorumpowanego dziennikarza szukającego sprawiedliwości dla swoich kolegów po fachu oraz skazańca wypuszczanego z więzienia po to, by mógł dokonywać kolejnych zabójstw na zlecenie.
Prywatnie jego żoną jest scenarzystka Michiko Yamamoto, pracująca przy jego filmach. Matti jest zaciekłym krytykiem i przeciwnikiem politycznym prezydenta Filipin Rodrigo Duterte.